# Visquard
Visquard ist ein Warfendorf in der ostfriesischen Gemeinde Krummhörn im Landkreis Aurich. Seine Siedlungsgeschichte geht bis in die vorchristliche Zeit zurück. Mit 659 Einwohnern (Stand: 31. Dezember 2024) ist es nach Pewsum und Greetsiel der drittgrößte Ortsteil der Gemeinde Krummhörn.

## Name
Der Name Visquard ist, was seine Schreibweise angeht, im Laufe der Jahrhunderte mehrfach verändert worden. In der Vita Liudgeri, der aus der ersten Hälfte des 9. Jahrhunderts stammenden Lebensbeschreibung des Münsteraner Bischofs Liudger, lautet der Name Wyscwyrt. Das Ostfriesische Urkundenbuch belegt für 1380 die Schreibweise Fiscwert. In den beiden Deichregistern des Amtes Greetsiel (1625) lesen wir Fisquard und in der sogenannten Kopfschatzung von 1719 finden wir den Ortsnamen in seiner bis heute gültigen Form.
Der Name besteht aus zwei Teilen, Vis und quard. Vis leitet Arend Remmers – anders als die Volksetymologie – nicht von Fisch (siehe Wappen), sondern vom altfriesischen wiske oder mittelniederdeutschen wisch[e] (= Wiese) her. Der zweite Namensteil geht auf werth, werder, warden zurück und steht ursprünglich für eine „Geländeerhebung im Feuchtgebiet“ und später auch für eine künstlich angelegte Warft oder Wurt. Visquard bedeutet demnach Wiesenwarft.

## Geografie

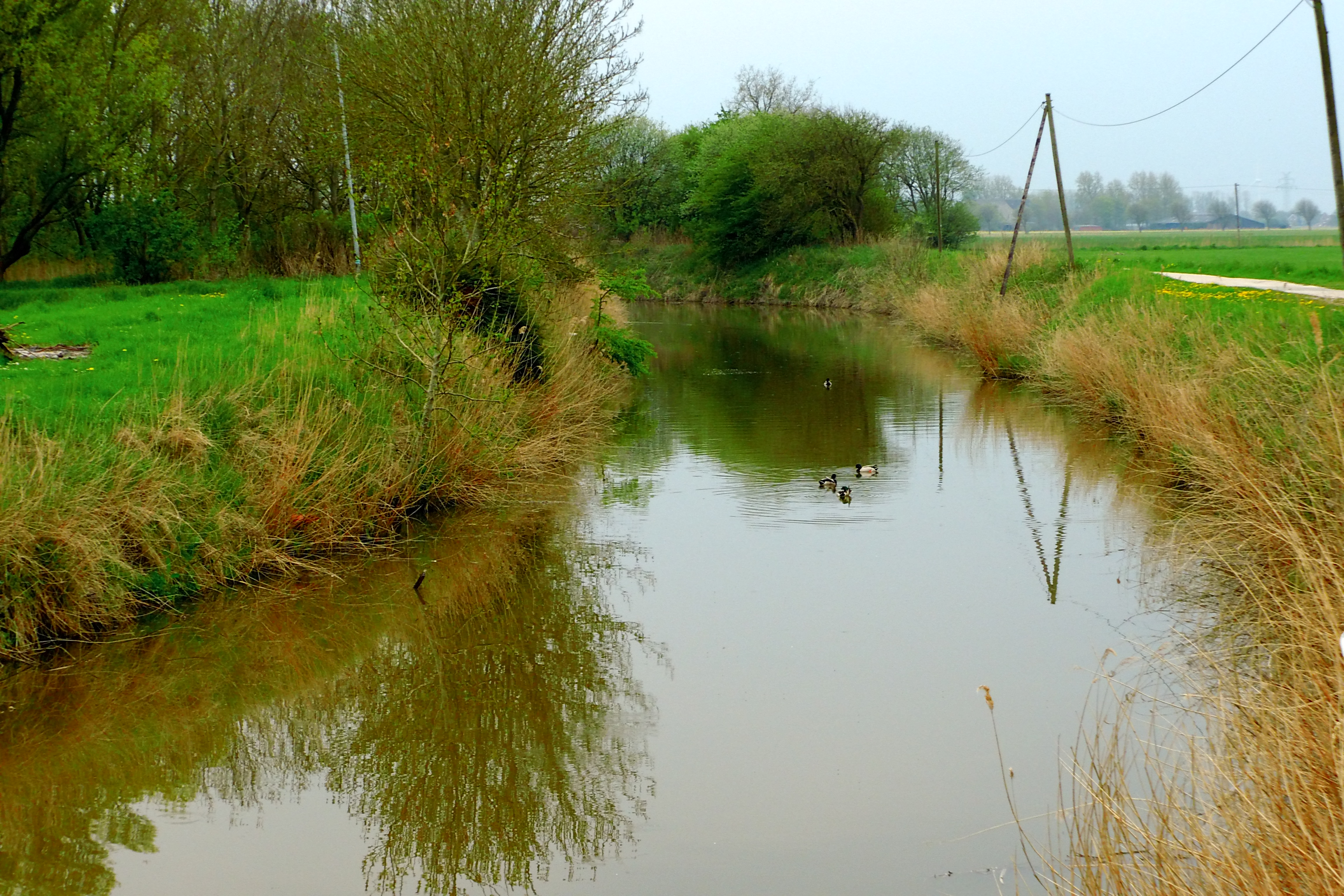
Manslagter Tief bei Visquard

| Pilsum 2,9 km   | Greetsiel 3,6 km                            | Wirdum 7,0 km  |
| Manslagt 2,6 km | Kompassrose, die auf Nachbargemeinden zeigt | Jennelt 2,1 km |
| Campen 8,2 km   | Pewsum 3,7 km                               | Hinte 8,2 km   |

Visquard gehört zu der ostfriesischen Gemeinde Krummhörn und liegt etwa 13 Kilometer von Emden entfernt. Es befindet sich am Rand der ehemaligen Sielmönker Bucht und liegt an der Kreisstraße 231, die zwischen Jennelt und Pewsum von der Landesstraße 4 nach rechts abzweigt. Ausgebaute Wirtschaftswege führen zu den Dörfern Manslagt und Pilsum sowie über die Ortschaft Appingen nach Greetsiel. Auch das Greetsieler Tief, ein für Wasserwanderer freigegebener Wasserlauf, verbindet das Warfendorf mit den genannten Orten sowie mit Pewsum. Der nächstgelegene Bahnhof befindet sich in Emden.
Visquard ist ein typisches Rundwarftendorf (plattdeutsch für Aufschüttung) mit ungefähr 450 Metern Durchmesser, wo die Kirche auf der höchsten Stelle gelegen ist und rundherum verwinkelte Gassen und Wege entlangführen.

## Geschichte
In der ältesten urkundlichen Erwähnung Visquards aus dem Jahre 945 lautet der latinisierte Dorfname villa Frisgana. Sie findet sich in dem von einem gewissen Gerbert aufgestellten Verzeichnis seiner Besitztümer im Federgau mit Namen bona mea in paco Federit gewe.
In den von einem Mönch namens Eberhard im 12. Jahrhundert zusammengestellten Summarien des Klosters Fulda wird Visquard zunächst ebenfalls noch als villa Frisgana, später dann aber – an späterer Stelle der Summarien – als Viscuwirda bezeichnet. Karl Leiner übersetzt diesen Namen mit: „Warfendorf (wirda), dessen Einwohner vom Fisch (visc) leben“.
Dass Visquard in früheren Zeiten von Wasser umgeben war, machen noch heute einige Gemarkungsnamen der Umgebung deutlich, zum Beispiel Leegland und Visquarder Maar.
Eine im Jahr 1913 durchgeführte archäologische Grabung im Umkreis von Visquard förderte Urnen und Grabbeigaben zutage, deren Gestalt und Zeichnung in vorchristliche Zeit verweisen. Außerdem wurde eine Feuerstelle gefunden, in der sich frisch gebackene und handgeformte Tonkugeln befanden, die wahrscheinlich als Netzbeschwerer vorgesehen waren. Die Auswertung einer weiteren Grabung um 1961 ergab einen Siedlungshorizont aus dem Jahr 800 nach Christus.
Seit dem 13. Jahrhundert war Visquard Häuptlingssitz. Es besaß zwei Burgstellen (sogenannte Steinhäuser): eine im Nordwesten, die andere im Südosten des Dorfes. Während die große Burgstelle im Nordwesten der Flurbereinigung der 1950er Jahre zum Opfer fiel, ist das kleinere Steinhaus noch erhalten. Der erste Häuptling, der namentlich in den Annalen des Dorfes auftaucht, ist Siebrand Ulberna von Visquard. Er regierte in der ersten Hälfte des 14. Jahrhunderts und gab gemeinsam mit den Nachbarhäuptlingen von Westerhusen, Hinte und Twixlum sowie mit dem Drosten Wiard von Emden ein Gesetzbuch heraus. Der zweite Häuptling, von dem die Quellen berichten, ist Wygert tho Visquarden.
1744 fiel Visquard wie ganz Ostfriesland an Preußen. Die preußischen Beamten erstellten 1756 eine statistische Gewerbeübersicht für Ostfriesland. In jenem Jahr gab es in Visquard 29 Kaufleute und Handwerker, womit der Ort nach dem Flecken Greetsiel und Pilsum die drittgrößte Zahl an Kaufleuten und Handwerkern in der Krummhörn aufwies. Darunter fanden sich sieben Leineweber, vier Schuster, jeweils drei Zimmerleute, Bäcker und Schneider, jeweils zwei Maurer und Schmiede sowie jeweils ein Böttcher und Glaser. Die drei Kaufleute handelten mit Tee, Salz, Tabak und Seife.
Visquard gehörte in der Hannoverschen Zeit Ostfrieslands zum Amt Greetsiel (1824), das in die Amtsvogteien Greetsiel, Pewsum und Borkum unterteilt war. Visquard gehörte zur Amtsvogtei Greetsiel, die wiederum in die Untervogteien Eilsum und Grimersum unterteilt war. Visquard war neben Grimersum und Wirdum Teil der Untervogtei Grimersum.
Im Zuge der hannoverschen Ämterreform 1859 wurde das Amt Greetsiel aufgelöst und dem Amt Emden zugeschlagen, Visquard gehörte seitdem zum letztgenannten. Bei der preußischen Kreisreform 1885 wurde aus dem Amt Emden der Landkreis Emden gebildet, dem Visquard danach angehörte.
Jahrhundertelang waren die natürlichen Tiefs und die Entwässerungskanäle, die die Krummhörn in einem dichten Netz durchziehen, der wichtigste Verkehrsträger. Über Gräben und Kanäle waren nicht nur die Dörfer, sondern auch viele Hofstellen mit der Stadt Emden und dem Hafenort Greetsiel verbunden. Besonders der Bootsverkehr mit Emden war von Bedeutung. Dorfschiffer übernahmen die Versorgung der Orte mit Gütern aus der Stadt und lieferten in der Gegenrichtung landwirtschaftliche Produkte: „Vom Sielhafenort transportierten kleinere Schiffe, sog. Loogschiffe, die umgeschlagene Fracht ins Binnenland und versorgten die Marschdörfer (loog = Dorf). Bis ins 20. Jahrhundert belebten die Loogschiffe aus der Krummhörn die Kanäle der Stadt Emden.“
Torf, der zumeist in den ostfriesischen Fehnen gewonnen wurde, spielte über Jahrhunderte eine wichtige Rolle als Heizmaterial für die Bewohner der Krummhörn. Die Torfschiffe brachten das Material auf dem ostfriesischen Kanalnetz bis in die Dörfer der Krummhörn, darunter auch nach Visquard. Auf ihrer Rückfahrt in die Fehnsiedlungen nahmen die Torfschiffer oftmals Kleiboden aus der Marsch sowie den Dung des Viehs mit, mit dem sie zu Hause ihre abgetorften Flächen düngten.
Im April 1919 kam es zu sogenannten „Speckumzügen“ Emder Arbeiter, an die sich Landarbeiterunruhen anschlossen. Zusammen mit dem Rheiderland war der Landkreis Emden der am stärksten von diesen Unruhen betroffene Teil Ostfrieslands. Arbeiter brachen in geschlossenen Zügen in die umliegenden Dörfer auf und stahlen Nahrungsmittel bei Bauern, wobei es zu Zusammenstößen kam. Die Lage beruhigte sich erst nach der Entsendung von in der Region stationierten Truppen der Reichswehr. Als Reaktion darauf bildeten sich in fast allen Ortschaften in der Emder Umgebung Einwohnerwehren. Die Einwohnerwehr Visquards umfasste 72 Personen und zählte damit zu den kopfstärksten im Landkreis Emden. Diese verfügten über 30 Waffen. Aufgelöst wurden die Einwohnerwehren erst nach einem entsprechenden Erlass des preußischen Innenministers Carl Severing am 10. April 1920.
Am 1. Juli 1972 wurde Visquard in die neue Gemeinde Krummhörn eingegliedert.

## Kultur und Sehenswürdigkeiten
Die Visquarder Kirche ist vermutlich zwischen 1250 und 1275 gebaut worden. Durch Deichveränderungen und Absinken des Grundwasserspiegels drohten Ende des 18. Jahrhunderts die vier Gewölbe einzustürzen. Dabei blieb nur das Chorgewölbe erhalten. Der Orgelprospekt stammt aus dem Jahr 1660. Dahinter steht seit 1969 ein neues Orgelwerk der niederländischen Orgelbaufirma Reil. Die Kanzel wurde im 1729 von einem Emder Sargtischler geschnitzt. Auffällig ist eine Sandsteinuhr an der westlichen Außenseite der Kirche, auf welchem das Wappen der Stifter, dem ostfriesischen Grafenpaar Edzard II. und Katharina Wasa, zu sehen ist. Neben der Kirche steht der wahrscheinlich 1300 erbaute und mit zwei Glocken bestückte Glockenturm mit seinem Treppengiebel.
In der Umgebung Visquards befanden sich zwei Klöster. Das Kloster Dykhusen, welches es von 1378 bis 1531 bestand und was bei einem Brandanschlag vom Junker Balthasar zerstört wurde, und das Kloster Appingen, das die obdachlosen Nonnen aus Dykhusen aufnahm.
Im Jahr 2005 zählte Visquard 743 Einwohner, von denen über 90 Prozent der evangelisch-reformierten Kirche angehören.

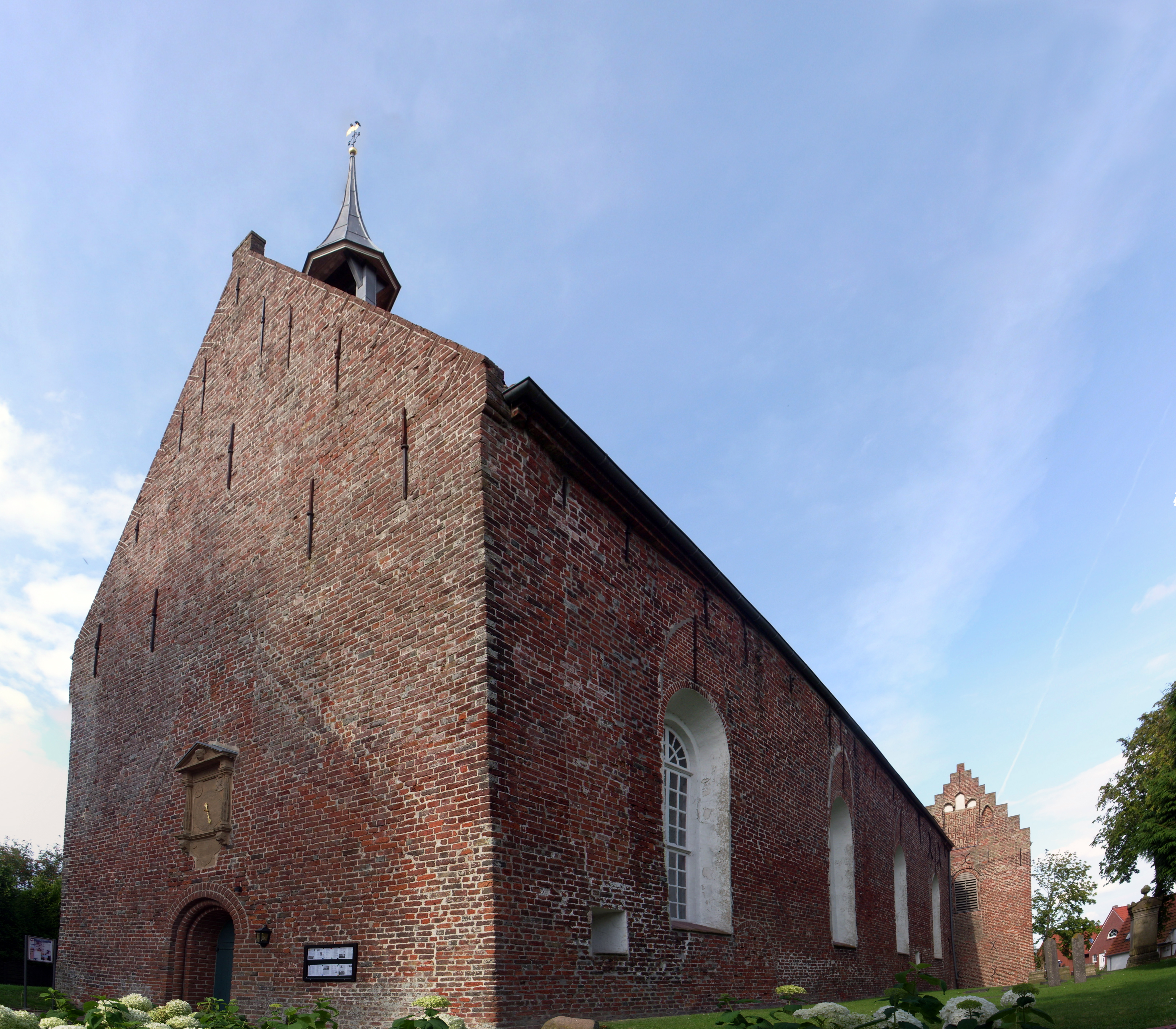
Die Kirche Visquards ist gleichzeitig der höchste Punkt des Dorfes
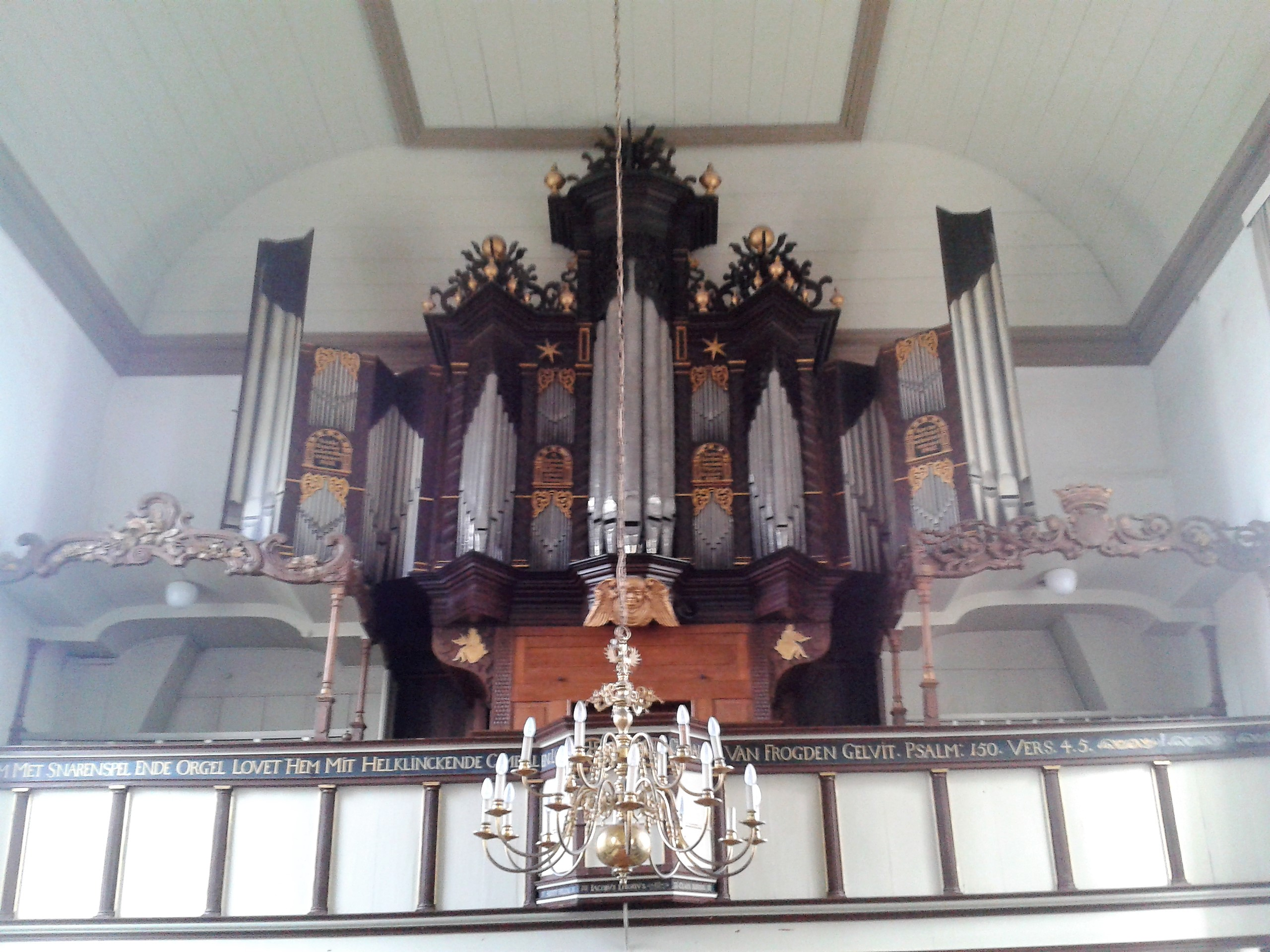
Orgel der Kirche
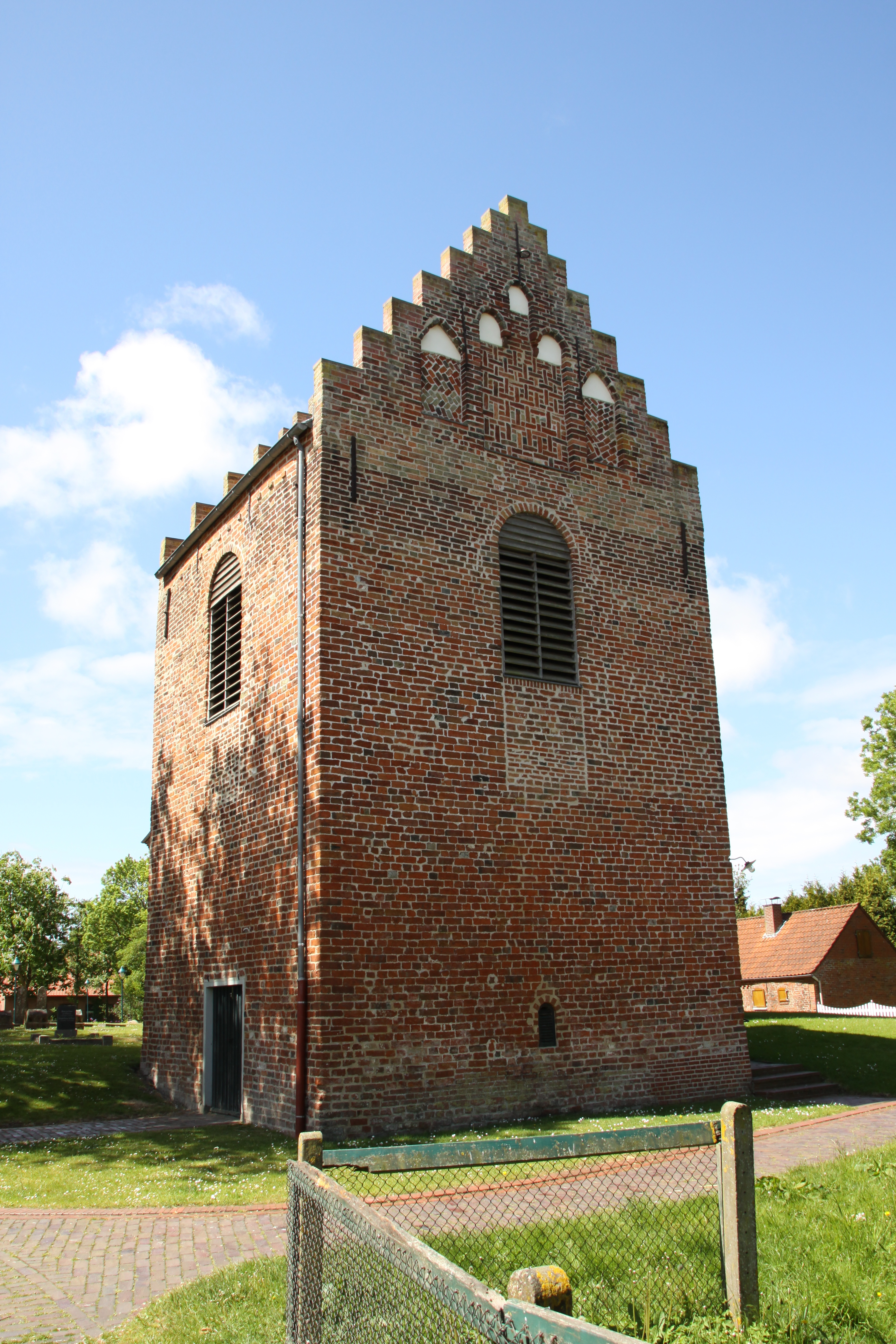
Glockenturm der Visquarder Kirche
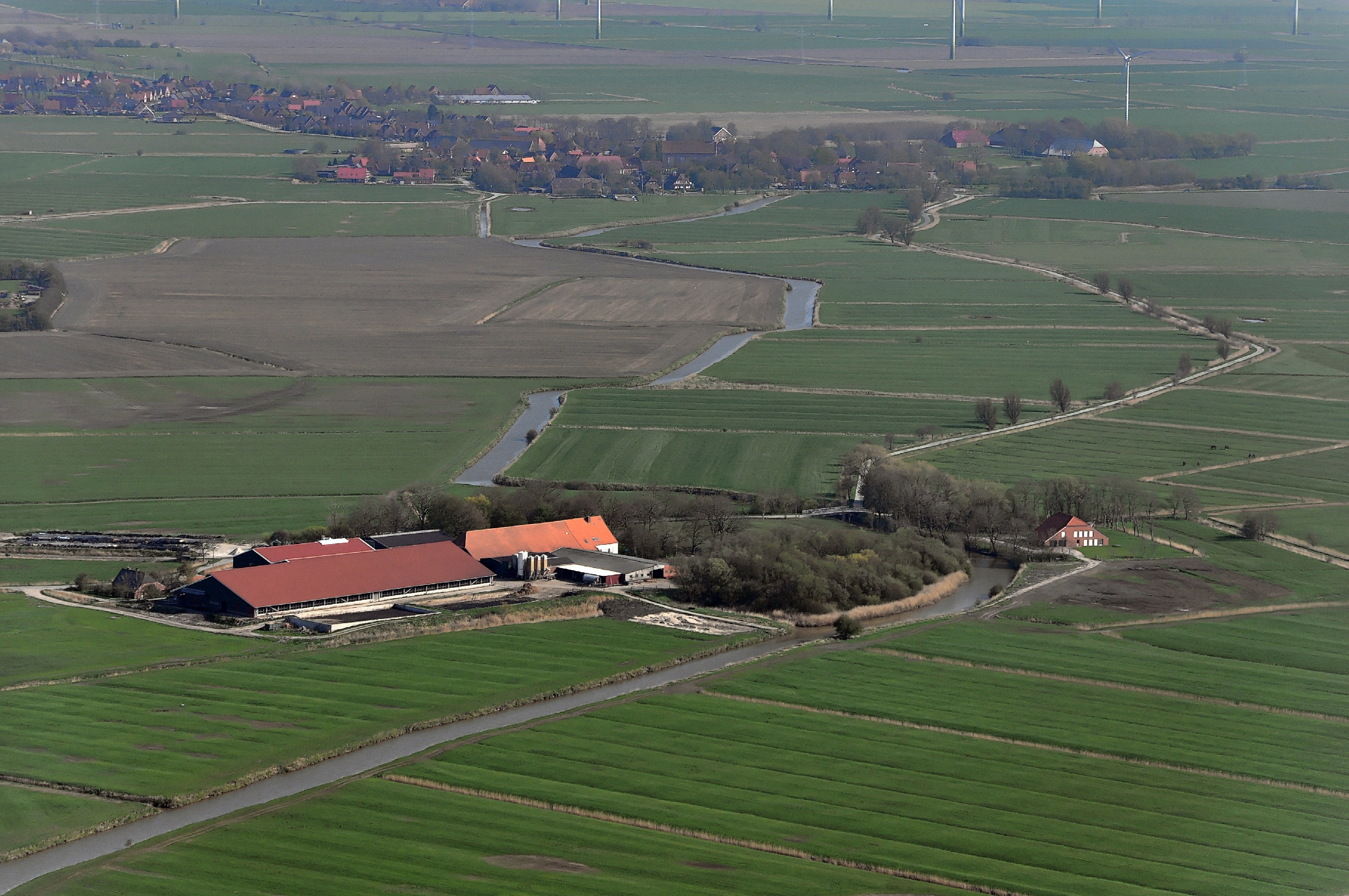
Luftaufnahme des ehemaligen Klosters Appingen

## Wirtschaft und Infrastruktur

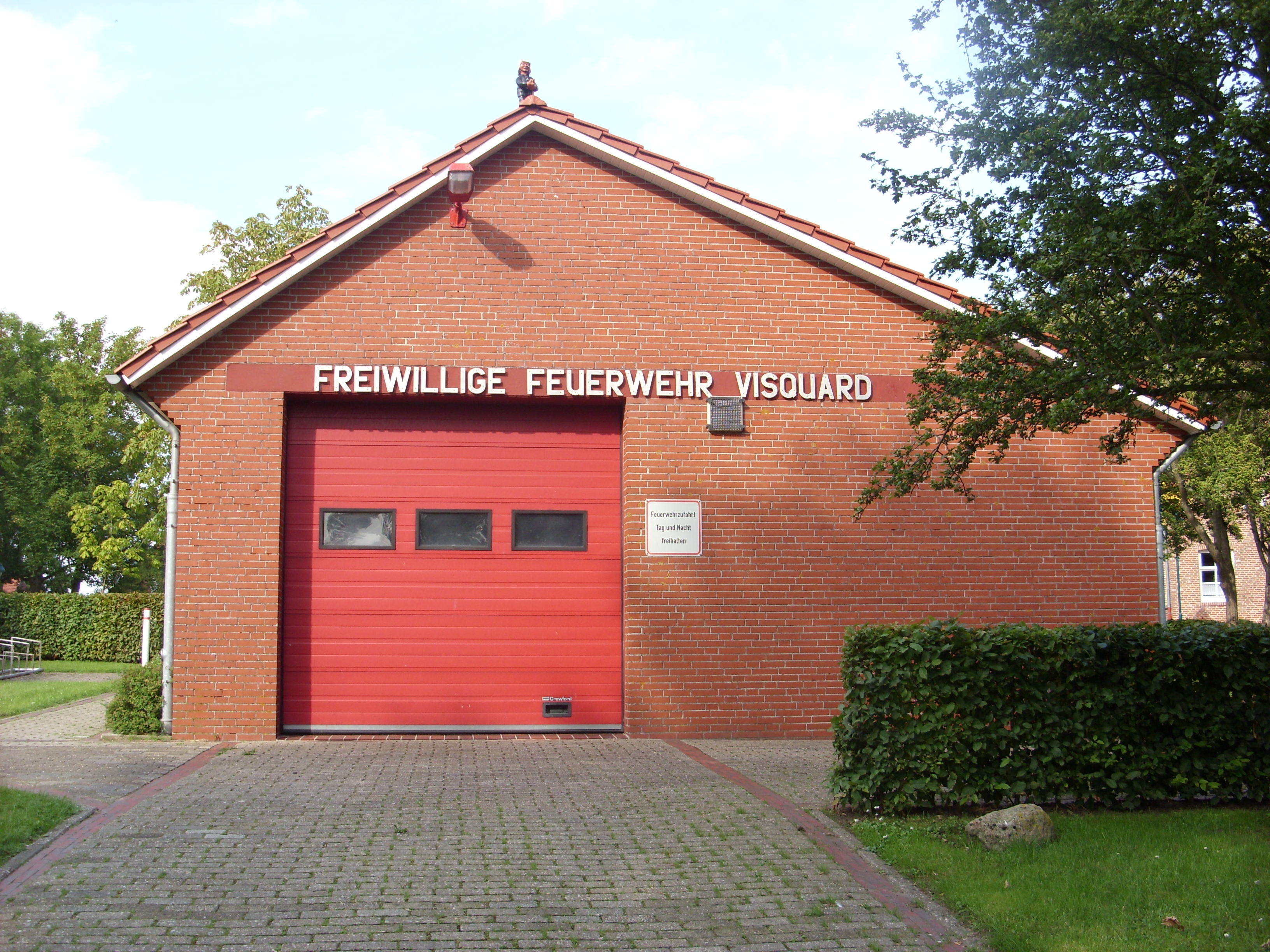
Gebäude der Freiwilligen Feuerwehr Visquard

### Öffentliche Einrichtungen
In Visquard sorgt die Freiwillige Feuerwehr als eine von 18 Feuerwehren der Krummhörn für den abwehrenden Brandschutz und die allgemeine Hilfe. Hierzu benutzt sie ein Feuerwehrfahrzeug. Außerdem verfügt Visquard über eine Jugendfeuerwehr.

### Sport
Im Ort gibt es den Fußballverein RSV Visquard. Derzeit spielt die erste Mannschaft der Männer in der Ostfrieslandliga, die zweite Mannschaft in der Kreisklasse D. Weiterhin existiert eine Damenmannschaft; in ihr spielen Frauen aus Wirdum und Grimersum.